# Djallonia maindra
Djallonia maindra (лат.) — вид жуков-листоедов (Chrysomelidae), единственный в составе рода Djallonia из трибы земляные блошки (Alticini, Galerucinae). Африка: ДРК (Конго) и Гвинея. Мелкие жуки (около 2 мм) коричневого цвета (ноги и усики светлее). Обладают прыгательными задними ногами с утолщёнными бёдрами. Усики 11-члениковые (3-й сегмент короче первого). 2-й членик усиков равен по длине первому. Питаются растениями.